# Amiga Corporation
Amiga Corporation — ИТ-компания, основанная в 1982 году, первоначально называлась Hi-Toro. 
Наиболее известна разработкой первого в мире мультимедийного персонального компьютера Amiga 1000 под кодовым именем Lorraine.

## История
В начале 1980 года Джей Майнер вместе с другими штатными сотрудниками покидает Atari, разочаровавшись в руководстве компании. В сентябре 1982 года они начинают проект по разработке собственного чипсета и основывают в Санта-Кларе компанию Hi-Toro (позднее переименованную в Amiga), где рассчитывают работать в соответствии со своими представлениями о свободе творчества. Поскольку инвесторы, вложившие капитал в уставной фонд компании, требуют создания игровой приставки, Майнером принимается стратегическое решение: разработка персонального компьютера на базе процессора MC68000 озвучивается (для инвесторов) как разработка игровой приставки и прикрывается разработкой джойстиков (для всего внешнего мира). Таким образом никто, кроме четырёх человек, не знал, чем занимается группа разработчиков Amiga Corporation. Компания занималась проектированием и продажей джойстиков, продажей картриджей для популярных игровых приставок Atari 2600 и ColecoVision, а также разработала легендарный джойстик JoyBoard в виде «доски для сёрфинга».
В 1984 году Warner Brothers, владевшие компанией Atari, продают её единственному заинтересованному в ней человеку — Джеку Трэмиелу, прежде возглавлявшему Commodore International. Незадолго до покупки Atari последней было подписано деловое соглашение, по которому Amiga обязывалась через месяц предоставить Atari разработанный ими чипсет Lorraine или вернуть полученные по этому договору 500 000 $. К этому времени Amiga стояла на грани банкротства и была вынуждена пойти на подписание договора. Трэмиел приобретал Atari с мыслью о том, что сможет использовать чипсет Lorraine в новых компьютерах Atari ST вместо финансирования разработки собственного. Также, с целью финансового давления, он затянул выплату по договорам, согласно которым Atari обязаны были оплатить разработки, осуществлённые Amiga для Atari ранее.
Выбранная стратегия имела для Atari самые неприятные последствия, поскольку когда Commodore приобрели компанию Amiga, юристы корпорации мотивировали расторжение договора невыполнением финансовых обязательств самой Atari. Таким образом Atari не только не получила чипсета Lorraine (позднее - Original Custom Chipset), но и была вынуждена использовать имевшиеся у неё устаревшие по сравнению с чипсетом Lorraine компоненты (разработанные группой Джея Майнера во время его работы в Atari) для завершения проекта Atari ST (судебный процесс по лицензированию Amiga растянулся на много лет, однако к 1990 году неожиданно завершился. Хотя до сих пор раскрыты не все детали, многие считают, что на протяжении этого времени Atari получали от Commodore своего рода технологические «дары». В частности, уход  Роберта Дж. Микала и Дэйва Морса в Atari и их работа над Atari Lynx не были случайностью.